# 오리온자리 에타
오리온자리 에타는 오리온자리에 있는 다중성계이다. 민타카와 리겔 사이의 오리온의 허리띠 서쪽에 위치하며 리겔보다 민타카에 더 가깝게 위치해있다. 이 항성은 지구 에서 약 1,000 광년 정도 떨어져 있으며, 이 항성은 또한 오리온자리 OB1 성협에 속해있다.

## 구성
오리온자리 에타는 두 동반성을 가지고 있는 것으로 확인되어 있다. B는 주성으로부터 약 2밀리도각 떨어져 있으며, 겉보기 등급이 낮고 흐릿한 동반성 C는 거의 2도각 떨어져 있다. 이 둘은 서로를 약 1,800년마다 공전하는 것으로 추정된다.
주성인 오리온자리 A는 그 자체로도 분광 삼중성으로, 다양한 시선속도를 가진 것으로 알려져 있다.  가장 먼 동반성 Ac는 약 0.04"의 간격에서 스펙클 이미징을 사용하여 관측 분리가 해결되었다. Ac는 9.4년 동안 다른 두 성의 주위 궤도를 공전한다. 서로 가장 가까운 두 별인 Aa와 Ab는 천문 단위의 약 10분의 1 정도인 0.1 AU만큼 떨어져 있으며 8일 이내에 서로의 궤도를 돌고 있다.
이 항성계는 밝은 별들이 많이 포함되어 있는 오리온자리 OB1 성협에 속해있다. 이 성협은 탄생한지 약 300만년에서 많게는 1200만년 가량밖에 안된 분광형 O나 B의 뜨겁고 무거운 별들 수십 개가 연속으로 작은 무리를 지어 있는 성협이다. 이 성협에는 뜨겁고 밝은 별들 뿐 아니라 좀 더 질량이 작은 별이나 갓 태어난 원시별 수천 개도 함께 포함되어 있는데, 이중 오리온자리 에타의 나이는 중간 정도인 600만년 가량이다. 이 별은 성협 중에서도 오리온의 검이라는 애칭으로도 불리는 OB1b 성협에 속해있다.

## 가변성

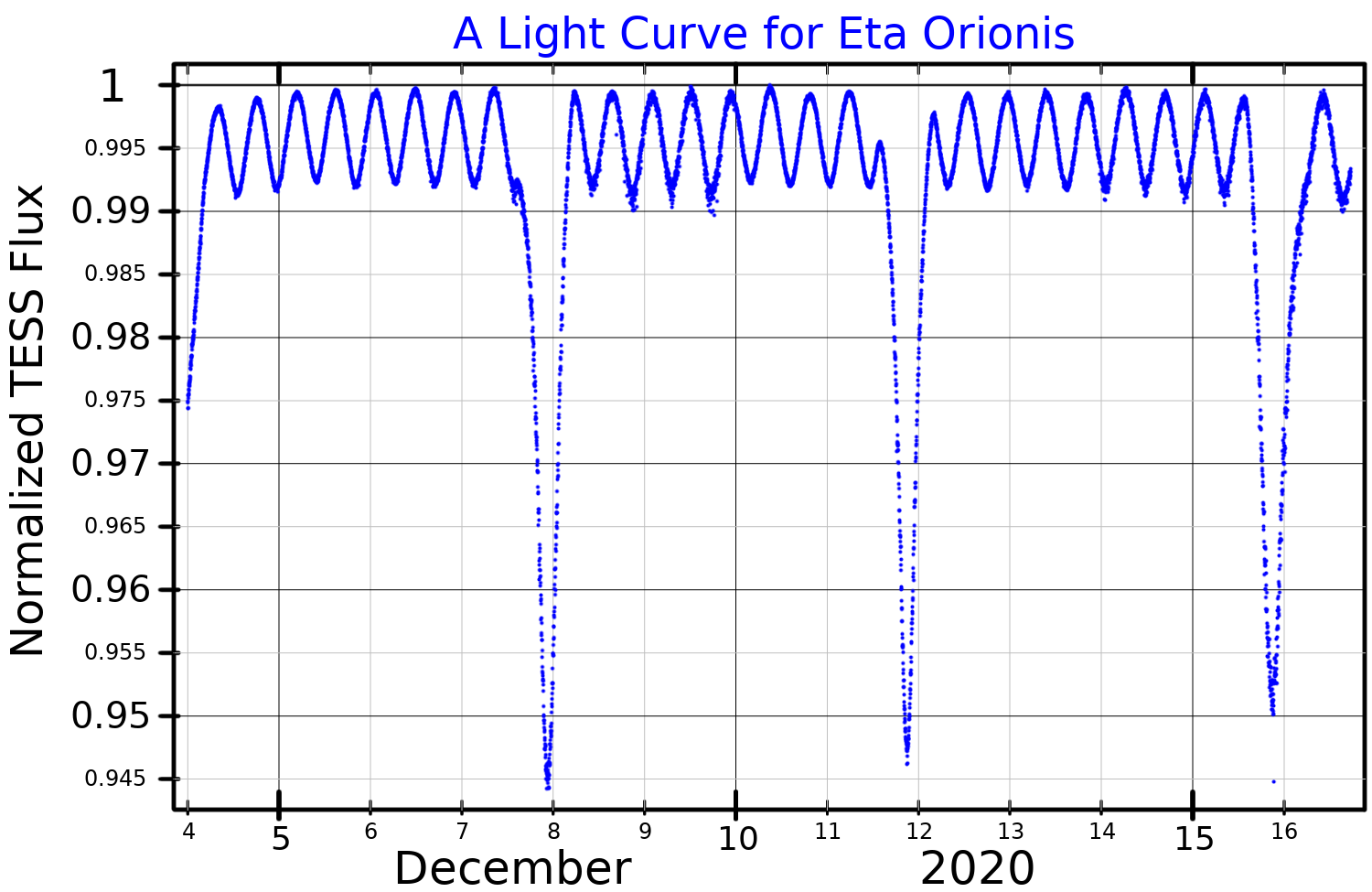
오리온자리 에타의 밝기 측정 곡선

그림에서 확인 할 수 있는 것으로 TESS 데이터에서 기록되었던 오리온자리 에타의 광곡선은 일식과 0.432일의 변동을 보여준다.
오리온자리 에타는 겉보기 등급 3.31에서 약 3.6 등급으로 4일마다 밝기가 변화한다. 이것은 가장 가까운 두 항성 Aa와 Ab 사이의 일식 때문이다.  1차 및 2차 일식은 각각 0.24 및 0.23 크기로 매우 유사하다.
또한 반성 Ab는 0.3일의 주기와 매우 작은 진폭으로 본질적으로 주성보다 가변적이라고 추측되고 있다. 이 별은 특이한 변광 스펙트럼선을 가지고 있으며 세페우스자리 베타형 변광성과 유사한 불안정성 띠에 놓여 있다. 이로서 이 항성은 알골과 유사한 변광성이라 결론지을 수 있다.

## 기타
오리온자리 에타는 톰 페티의 1991년 앨범 Into the Great Wide Open에 수록된 곡 The Dark of the Sun에서 오리온의 칼 아래 강을 건너는 것을 보았다는 가사로 언급돼 있다. 1979년 앨범 'Stormwatch'에 수록된 Jethro Tull의 곡 'Orion'에는 '당신의 충실한 개는 주인보다 빛나고, 당신의 보석을 새긴 칼은 세상이 굴러갈수록 빛난다'는 가사가 실려 있다.

## 같이 보기
- 오리온의 검